# Simulium nigripilosum
Simulium nigripilosum es una especie de insecto del género Simulium, familia Simuliidae, orden Diptera.
Fue descrita científicamente por Edwards, 1933.